# داردکاشت
دار دِکاشت (Dārdekāšt)، روستایی است از توابع بخش بابل‌کنار شهرستان بابل در استان مازندران ایران.

## جمعیت
این روستا در دهستان بابل‌کنار قرار دارد و براساس سرشماری مرکز آمار ایران در سال ۱۳۸۵، جمعیت آن ۱۱۱۱ نفر (۲۸۵خانوار) بوده‌است.